# Mandrake the Magician (seriado)

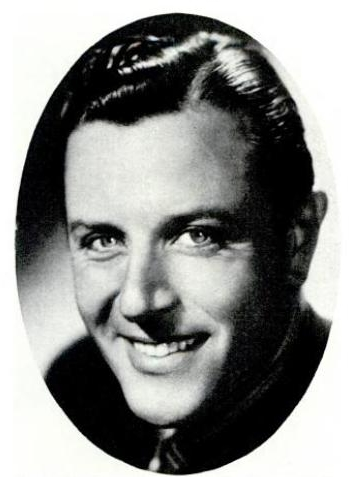
Warren Hull, ator que personifica Mandrake.

Mandrake the Magician é um seriado estadunidense de 1939, realizado pela Columbia Pictures, sendo o 7º dos 57 seriados dessa produtora. Seu personagem foi baseado nas histórias em quadrinhos, em que foi criado por Phil Davis e Lee Falk. Dividido em 12 capítulos, foi dirigido por Norman Deming e Sam Nelson, veiculando nos cinemas estadunidenses a partir de 7 de dezembro de 1939.

## Sinopse
Ladrões descobrem que o Professor Houston aperfeiçoou uma máquina que cria energia e conspiram para roubá-la. O vilão é “The Wasp”, um personagem com capa, máscara e chapéu, que dá ordens para sua gangue de uma tela de cinema. “The Wasp” costuma usar o sinal de uma vespa em uma parede, com um zumbido para anunciar sua presença para o professor – símbolo que mais tarde será revelado por Mandrake (Warren Hull) ser simplesmente uma tocha brilhando através de uma imagem projetada de uma vespa.
A filha do professor, Betty, telegrafa a Mandrake para que a ajude. Na ocasião, ele está voltando de Xangai e do Tibete, no S.S. Mohawk. Um Lama, no Tibete, segredara-lhe uma fórmula para misturar Platinite com aço para torná-lo ainda mais endurecido. No entanto, Platinite é muito raro e só é encontrado em um local, na América.
Mandrake vem para ajudar, mas antes sobrevive a duas tentativas de morte e a uma perseguição de carro. Encontra o Professor, seguido logo por seus amigos, Bennett e Webster. O professor revela que sua máquina é muito poderosa e dá uma demonstração do “raio-da-morte” que, no final do primeiro episódio, acaba sendo utilizado em Mandrake.
Mandrake convence os homens de “The Wasp” que ele tem a platinite que o vilão necessita para a máquina de raios, e seguem-se cenas de perseguição, lutas, raptos e armadilhas de morte. Há pouca história apresentada, e a ação é utilizada para conduzir o seriado num ritmo frenético.

## Detalhes da produção
Mandrake, nesse seriado, agia mais com truques de magia e prestidigitação, ao invés da hipnose que costumava utilizar nas histórias em quadrinhos. Lothar, ao contrário de ser um africano, era um asiático, interpretado por Al Kikume.

## Elenco
- Warren Hull … Mandrake
- Doris Weston … Betty Houston
- Al Kikume … Lothar
- Rex Downing … Tommy Houston
- Edward Earle … Doutor Andre Bennett
- Forbes Murray … Professor Houston
- Kenneth MacDonald … James Webster
- Don Beddoe … Frank Raymond
- Dick Curtis … Dorgan
- John Tyrrell … Dirk
- Tom London … (não-creditado)

## Capítulos
1. Shadow on the Wall
2. Trap of the Wasp
3. City of Terror
4. The Secret Passage
5. The Devil's Playmate
6. The Fatal Crash
7. Gamble for Life
8. Across the Deadline
9. Terror Rides the Rails
10. The Unseen Monster
11. At the Stroke of Eight
12. The Reward of Treachery

Fonte:

## Seriado no Brasil
Mandrake the Magician, sob o título Mandrake, o Mágico, foi aprovado pela censura brasileira, de acordo com o Diário Oficial da União, em 19 de janeiro de 1940, sendo portanto provável que o seriado tenha estreado no país em 1940.